# Ngani Laumape
Koinonia Halafungani "Ngani" Laumape (Palmerston North, 22 de abril de 1993) es un jugador neozelandés de rugby y rugby Union que se desempeña como Centro.

## Selección nacional
Fue convocado a los All Blacks por primera vez en julio de 2017 para formar parte del seleccionado que enfrentó a los British and Irish Lions que se encontraban realizando su gira por el país y marcó un try en el tercer test–match.